# Krebsbach (Nidder)
Der Krebsbach ist ein knapp 8 km langer rechter und nördlicher Zufluss der Nidder.

## Geographie

### Verlauf
Der Krebsbach entspringt in der Wetterau nördlich vom Wartberg unweit des Klosters Engelthal. Er fließt zunächst in Richtung Südwesten. Hinter Erbstadt dreht er nach Süden und verläuft durch das Krebsbachtal, um die Anhöhe des Schlosses Naumburg herum. Am Fuß des Hügels westlich von Kaichen befindet sich die Hainmühle am Krebsbach. Sie dient als Schauplatz der Fabel Von einem Müller und Esel von Erasmus Alberus. Hinter der Anhöhe verläuft der Krebsbach nach Südosten und mündet östlich von Nidderau-Heldenbergen in die Nidder.

### Zuflüsse
- Seegrundgraben (rechts), 1,6 km
- Keichen (rechts), 1,6 km

### Flusssystem Nidder
- Fließgewässer im Flusssystem Nidder

### Orte
Der Krebsbach fließt durch folgende Ortschaften:
- Nidderau-Erbstadt
- Nidderau-Heldenbergen